# El Dorado, Colombia
El Dorado är en ort i Colombia.   Den ligger i departementet Meta, i den centrala delen av landet, 240 km sydost om huvudstaden Bogotá. El Dorado ligger 201 meter över havet och antalet invånare är 1 011.
Terrängen runt El Dorado är platt. Runt El Dorado är det mycket glesbefolkat, med 5 invånare per kvadratkilometer. Det finns inga andra samhällen i närheten. I omgivningarna runt El Dorado växer i huvudsak städsegrön lövskog.